# Granja de contenido
Una granja de contenido o una fábrica de contenido es una empresa que emplea a un gran número de escritores por cuenta propia para generar una gran cantidad de contenido web textual que está diseñado específicamente para satisfacer algoritmos de recuperación máxima por parte de motores de búsqueda automatizados, conocidos como SEO ( optimización de motores de búsqueda ). Su objetivo principal es generar ingresos publicitarios atrayendo páginas vistas por los lectores, como se expuso por primera vez en el contexto del spam social .
Se ha descubierto que los artículos en las granjas de contenido contienen pasajes idénticos en varias fuentes de medios, lo que genera preguntas sobre los sitios que anteponen los objetivos de SEO a la relevancia objetiva. Los defensores de las granjas de contenido afirman que, desde una perspectiva comercial, el periodismo tradicional es ineficiente.
Las granjas de contenido a menudo encargan el trabajo de sus escritores en función del análisis de las consultas del motor de búsqueda que los defensores representan como "verdadera demanda del mercado", una característica de la que supuestamente carece el periodismo tradicional.

## Características
Algunos sitios etiquetados como granjas de contenido pueden contener una gran cantidad de artículos y han sido valorados en millones de dólares.
En 2009, la revista Wired escribió que, según el fundador y director ejecutivo Richard Rosenblatt de Demand Media (que incluye eHow ), "para el próximo verano, Demand publicará un millón de artículos al mes, el equivalente a cuatro Wikipedias en inglés al año". Otro sitio, Associated Content, fue comprado en mayo de 2010 por Yahoo! por $90 millones. Sin embargo, este nuevo sitio web, que pasó a llamarse Yahoo! Voices, se cerró en 2014.
Las escalas salariales por contenido son bajas en comparación con los salarios tradicionales que reciben los escritores. Una empresa compensó a los escritores a razón de $3,50 por artículo. Tales tarifas son sustancialmente más bajas que las que un escritor típico podría recibir trabajando para las principales publicaciones en línea; sin embargo, algunos colaboradores de la granja de contenido producen muchos artículos por día y pueden ganar lo suficiente para vivir. Se ha observado que los escritores de contenido son en su mayoría mujeres con hijos, estudiantes de inglés o estudiantes de periodismo que buscan ingresos adicionales mientras trabajan en casa.

## Críticas
Los críticos alegan que las granjas de contenido brindan contenido de calidad relativamente baja, y que maximizan las ganancias al producir material "lo suficientemente bueno" en lugar de artículos de alta calidad.
Algunos autores que trabajan para sitios identificados como granjas de contenido han admitido saber poco sobre los campos en los que informan.
Los motores de búsqueda ven las granjas de contenido como un problema, ya que tienden a llevar al usuario a resultados de búsqueda menos relevantes y de menor calidad. La calidad reducida y la creación rápida de artículos en dichos sitios ha generado comparaciones con la industria de comida rápida y con la contaminación:

## Reacción de los proveedores de motores de búsqueda
En uno de los videos promocionales de búsqueda de Google publicados en el verano de 2010, se informó que la mayoría de los enlaces disponibles se produjeron en granjas de contenido. A fines de febrero de 2011, Google anunció que estaba ajustando significativamente los algoritmos de búsqueda para "proporcionar mejores clasificaciones para sitios de alta calidad: sitios con contenido original e información como investigaciones, informes detallados, análisis detallados, etc.". Se informó que esto era una reacción a las granjas de contenido y un intento de reducir su efectividad en la manipulación de clasificaciones de resultados de búsqueda.
El motor de búsqueda centrado en la privacidad DuckDuckGo no muestra resultados de las granjas de contenido.

## Investigación
El modelo de contratar escritores independientes económicos para producir contenido de calidad marginal o cuestionable se discutió por primera vez como una estrategia alternativa a la generación automática de contenido falso.Esto se discutió junto con un ejemplo de la infraestructura necesaria para hacer que los sitios basados en granjas de contenido sean rentables a través de anuncios en línea, junto con técnicas para detectar spam social que promueve dicho contenido.
Si bien no está explícitamente motivado por las granjas de contenido, ha habido un interés reciente en la categorización automática de sitios web según la calidad de su contenido.